# دگرجنس‌گراسالاری
دگرجنس‌گراسالاری (به انگلیسی: Heterosexism) به مجموعه‌ای از اعتقادها، رفتارها، جهت‌گیری، و تبعیض به نفع گرایش و روابط جنسی دگرجنس‌گرایانه گفته می‌شود که بر پیش‌فرضِ برتر بودن دگرجنس‌گراها و دگرجنس‌گرایی و شکل گرفته است. این تصور که مردم همه دگرجنس‌گرا هستند مگر اینکه خلافش ثابت شود، یا این تصور که تنها تمایل و رابطهٔ جنسی با جنس مخالف است که بهنجار محسوب می‌شود نیز نوعی دگرجنس‌گراسالاری است. در نسخه‌های اینترنتی واژه‌نامه‌هایی مانند وبستر و هریتج دگرجنس‌گراسالاری به صورت «تعصب و تبعیض علیه همجنس‌گرایان توسط اشخاص دگرجنس‌گرا» معنی شده است. با این حال هر فردی با هر نوع گرایش جنسی ممکن است دچار چنین تصور یا رفتارهای تبعیض‌آمیزی باشد. به عنوان مثال یک شخص همجنس‌گرا که دچار همجنس‌گراهراسی درونی است و از گرایش جنسی خود احساس تنفر می‌کند نیز ممکن است دگرجنس‌گراسالار باشد. دگرجنس‌گراسالاری به عنوان یک نظام تبعیض‌آمیز در بسیاری از جوامع و دستگاه‌های قانونی دنیا باعث می‌شود از نظر حقوق مدنی و قانونی، فرصت‌های اقتصادی، و برابری اجتماعی، با مردان و زنان همجنس‌گرا، دوجنس‌گرا، و دیگر اقلیت‌های جنسی مانند شهروندان درجه دو رفتار شود. دگرجنس‌گراسالاری اکثراً با همجنس‌گراهراسی مرتبط است.